# Zhou Jichang

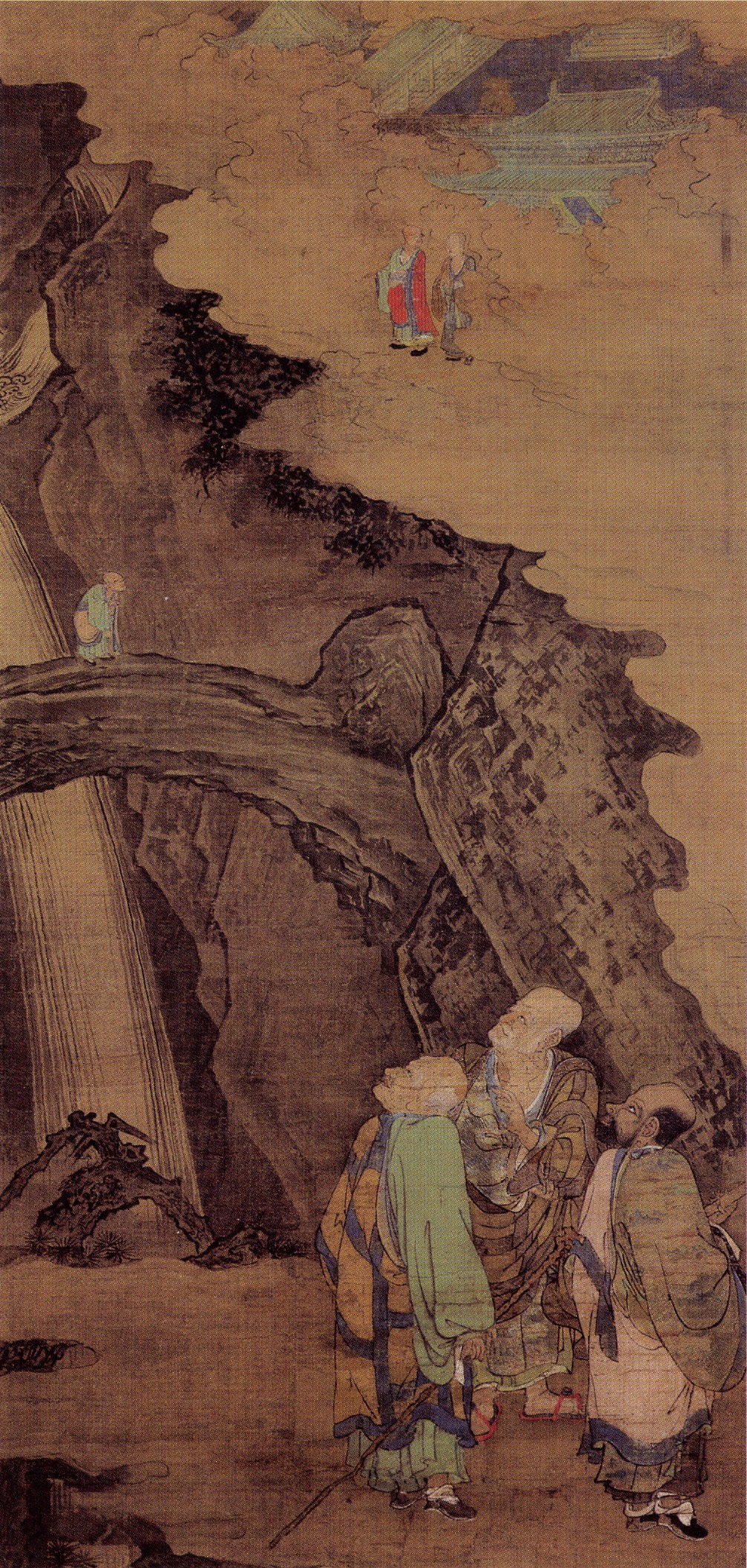
Chen Chun, Ponte de Pedra no Monte Tiantai, Galeria Freer, 1178

Zhou Jichang (chinês: 周季常, pinyin: Zhōu Jìcháng, Wade–Giles: Chou Chi-ch'ang, em japonês:  Shuu Kijou), foi um pintor chinês durante a Dinastia Song (960-1279 EC). As suas obras tem como tema principal o budismo chinês e folclore budista.
Juntamente com o seu contemporâneo e parceiro Lin Tinggui, ambos são responsáveis pelo projeto de arte denominado Quinhentos Luohan, que remonta ao ano de 1178 EC. Esta grande obra encontra-se em exposição no museu da Galeria Freer da Smithsonian, em Washongton. Outras das suas pinturas estão preservadas no templo Daitoku-ji em Kyoto, no Japão.
A sua pintura mais famosa é a Ponte de Pedra no Monte Tiantai.